# Joseph Ruffini

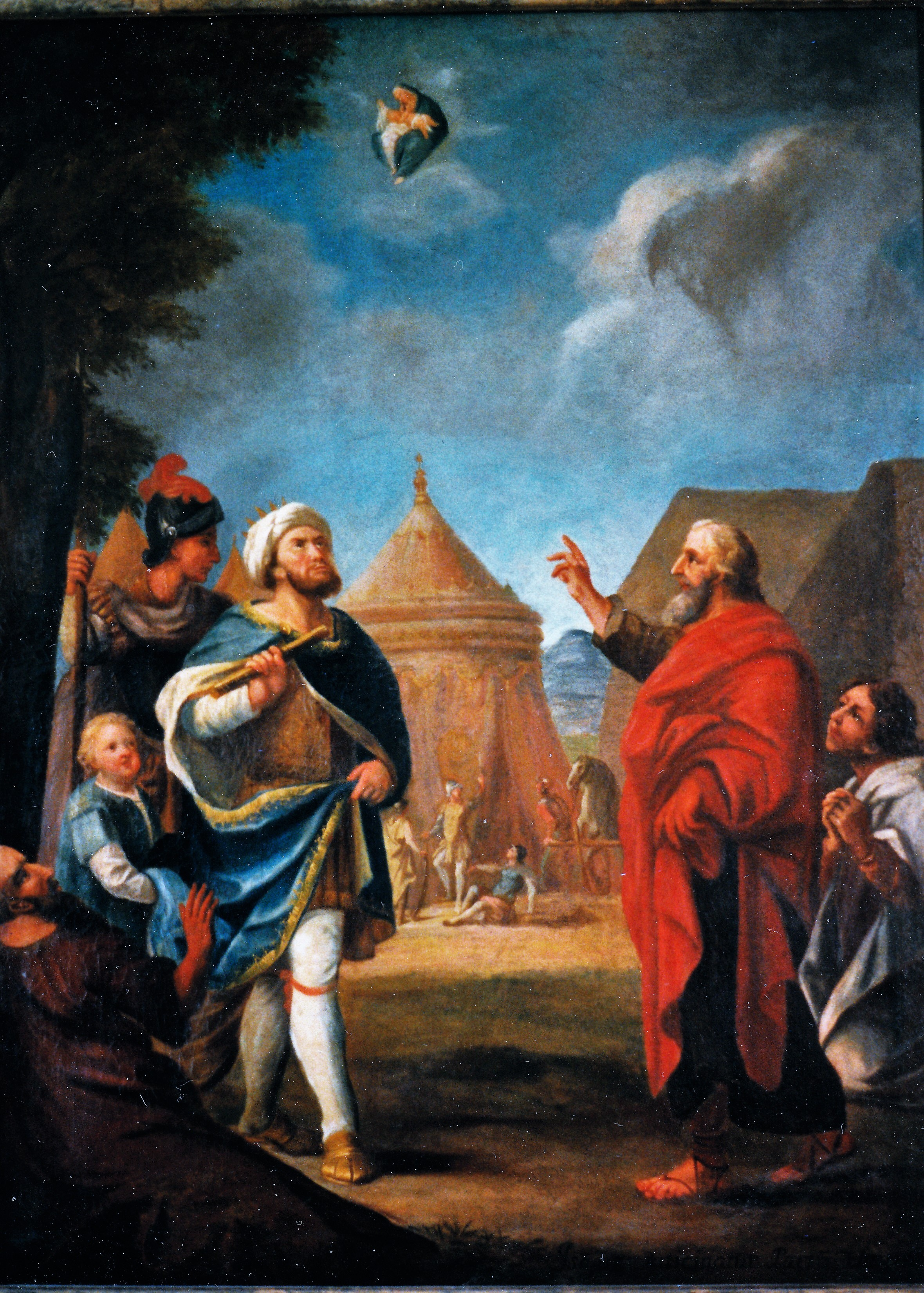
Jesaja prophezeit Ahas die Geburt des Immanuel, Kloster Ottobeuren, Kreuzgang

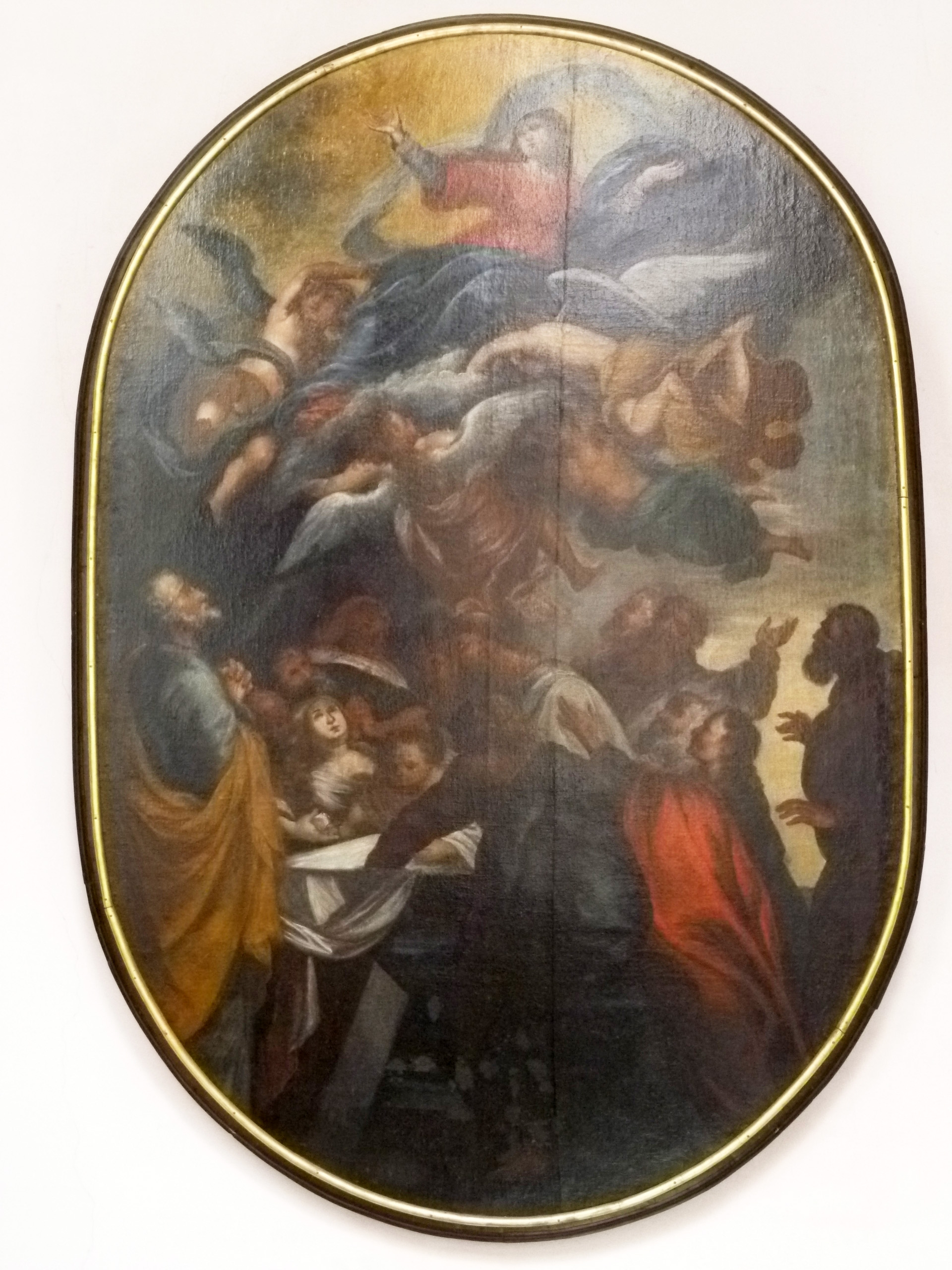
Himmelfahrt Mariens (1739), Augustinermuseum Rattenberg, Joseph Ruffini zugeschrieben

Joseph Ruffini (* im 17. Jahrhundert in Meran; † 7. Februar 1749 in Augsburg) war ein deutscher Maler.

## Leben
Ruffini erlernte die Malerei zunächst bei seinem namentlich unbekannten Vater. Im Jahr 1706 soll er gemeinsam mit dem Maler Johann Philipp Ruckerbauer mehrere Deckengemälde im Stift Sankt Florian in Oberösterreich geschaffen haben. Ein Bildnis der Isis, mit dem Titel Allegorie der Natur oder Die Jahreszeiten huldigen der Mutter Natur (im Gelben Zimmer). Im Jagdzimmer Alexander der Große im Zelt des Darius, und im Grünen Zimmer Simson zerbricht die Säulen. Danach ging er nach München und erhielt dort 1711 den Hofschutz.
1716 bewarb er sich vergeblich um Aufträge für die Dreifaltigkeitskirche in Paura bei Lambach. 1714 bis 1719 fertigte er 51 große und etwa 20 kleine ovale Gemälde für den Konventbau im Kloster Ottobeuren. Für den Josephsaltar der Dreifaltigkeitskirche in München malte er 1718 ein Bild des Heiligen Joseph mit dem Jesuskind. Das Deckengemälde im Schlafzimmer der Winterabtei in Ottobeuren und zwei weitere Bilder in Erkheim, die durch Belege im Klosterarchiv Ottobeuren bezeugt sind, malte er 1719. Abt Maximilian Pagl von Lambach zahlte ihm am 2. Januar 1724 für eine Mariä-Verkündigungsskizze 20 Gulden. In der Damenstiftskirche in München stammt das Hochaltarbild mit einer Anna Selbdritt von ihm. In der Sakristei des Benediktinerstifts Lambach befindet sich sein Basrelief mit Mariä Verkündigung. 1728 fertigt er auf Anweisung der Hl. Crescentia von Kaufbeuren ein Bild deren Vision vom Heiligen Geist in Menschengestalt.